# 厄舍比特尔
厄舍比特尔是德国石勒苏益格－荷尔斯泰因州的一个市镇。总面积5.48平方公里，总人口182人，其中男性91人，女性91人（2011年12月31日），人口密度33人/平方公里。